# Джейсон Робертс
Джейсон Робертс (англ. Jason Roberts, нар. 25 січня 1978, Лондон) — гренадський футболіст, що грав на позиції нападника. Виступав за п'ять різних клубів англійської Прем'єр-ліги («Вест-Бромвіч Альбіон», «Портсмут», «Віган Атлетік», «Блекберн Роверз» та «Редінг»), а також національну збірну Гренади.

## Клубна кар'єра
Робертс народився в районі Парк Роял Лондона і почав грати у футбол в ранньому віці, проводячи час в юнацьких академіях при декількох футбольних клубах, але до складу не був зарахований. Після короткого перебування в клубі «Гаєс», якому допоміг вийти з Істмійської ліги у Національну Конференцію, в 1997 році Робертс увійшов до складу «Вулвергемптона». Втім за першу команду він так і не дебютував, натомість здавався в оренди в клуби «Торкі Юнайтед» і «Бристоль Сіті», а в 1998 році за 250 000 фунтів стерлінгів підписав контракт з «Бристоль Роверс», де швидко зарекомендував себе в першій команді, забивши в цьому клубі 38 голів за два сезони у Другому дивізіоні Футбольної ліги.
Після невдачі з виходом клубу до Першого дивізіону, Робертс подав заявку на трансфер в інший клуб і в липні 2000 року перейшов у «Вест-Бромвіч Альбіон». Його гол не допомігл команді виграти плей-оф Чемпіоншипу в його першому сезоні за цей клуб, втім у наступному сезоні «дрозди» стали другими і напряму вийшли до Прем'єр-ліги. У сезоні 2002/03 Робертс дебютував у Прем'єр-лізі і забив три м'ячі у 32 матчах, втім команда стала передостанньою і вилетіла назад у Перший дивізіон. Втім сам Робертс залишився виступати у вищому дивізіоні, оскільки на початку сезону 2003/04 був відданий в оренду в «Портсмут», де грав до кінця року.
У січні 2004 року Джейсон за 1,4 млн фунтів стерлінгів перейшов у «Віган Атлетик» і до кінця сезону забив 8 голів у 14 іграх Першого дивізіону, при цьому перший з них забив вже на 35 секунді дебютного матчу 17 січня у ворота «Престона» (4:2). У сезоні 2004/05 в іграх за цей клуб Робертс забив 21 м'яч у 45 матчах новоствореного Чемпіоншипу і в кінці сезону заслужив звання гравця року та увійшов до символічної збірної турніру. У сезоні 2005/06 8 голів Робертса допомогли клубу залишитися у Прем'єр-лізі, а також потрапити в команді у фінал Кубка Футбольної ліги на стадіоні «Мілленінум», що став першим великим фінальним матчем клубу в історії.
Не зумівши домовитися про новий контракт з клубом, в липні 2006 році Робертс перейшов в «Блекберн Роверз», у складі якого дебютував у єврокубках. У 2007 році він заснував фонд Джейсона Робертса і в 2009 році за служіння спорту був нагороджений Орденом Британської імперії. У 2011 році він став працювати ведучим програми 606 на радіостанції BBC Radio 5 Live. Загалом Джейсон провів понад 150 матчів на «Блекберн», забивши 28 голів.
26 січня 2012 року підписав 18-місячний контракт з «Редінгом» і у тому ж сезоні допоміг клубу виграти Чемпіоншип та вийти у Прем'єр-лігу. Сезон 2012/13 став для Робертса останнім у елітному англійському дивізіоні, де форвард зіграв лише 11 матчів через травми, а його клуб став передостаннім і понизився у класі. 21 лютого 2014 року, не граючи більше року через постійну травму, Робертс заявив, що не зможе знову зіграти на високому рівні і 20 березня 2014 року офіційно оголосив про завершення ігрової кар'єри.

## Виступи за збірну
Оскільки батько Джейсона народився у Гренаді, то Робертс мав право представляти цю національну збірну. 1999 року він дебютував в офіційних матчах у складі національної збірної Гренади. Втім через щільний графік виступів в Англії стабільно основним гравцем збірної не був.

## Особисте життя
Робертс походить від видатної спортивної сім'ї: його дядьки Сірілл Реджіс, Дейв Реджіс та Отіс Робертс також були професійними футболістами, причому перший пограв за збірну Англії, а останній за Гренаду. Він також пов'язаний родинним зв'язками з олімпійським призером Джоном Реджісом.